# Herdenkingsraam Bevrijding 1940-1945
Het Herdenkingsraam Bevrijding 1940-1945 of Nationaal Bevrijdingsraam is een oorlogsmonument in de Nederlandse stad Wageningen.

## Achtergrond
De Canadese geallieerde generaal Charles Foulkes onderhandelde in Hotel De Wereld in Wageningen met de Duitse kolonel-generaal Johannes Blaskowitz over de overgave van de Duitsers. Zij kwamen op 5 mei 1945 tot overeenstemming en een dag later werd de capitulatieovereenkomst getekend. 
In 1985 nam mevrouw H.J. de Leeuw-Seine het initiatief om ter gelegenheid van het veertigste jubileum van de bevrijding een gedenkraam te laten plaatsen in de Grote Kerk in Wageningen. Na goedkeuring van de hervormde kerkvoogdij werd het comité Herdenkingsraam Bevrijding 1940-1945 opgericht, waarvan De Leeuw voorzitter werd. Met een inzamelingsactie werd 58150 gulden bijeengebracht. De opdracht voor het raam werd gegund aan glazenier jhr. Octave van Nispen tot Pannerden, die daarvoor samenwerkte met Henry Duchêne.
Op bevrijdingsdag 1987 trokken honderden (oud-)militairen in een defilé langs koningin Beatrix, prins Bernhard en prins Claus. De koningin onthulde die dag het herdenkingsraam in de Grote Kerk. Daarna werd door prins Bernhard een krans gelegd bij het Nationaal Bevrijdingsmonument.

## Beschrijving
Het raam toont als centrale figuur een man met de Nederlandse driekleur, die de Duitse adelaar en Japanse zonneschijf aan zijn voeten vertrapt. Helemaal onderaan is een banderol geplaatst met de Latijnse tekst "Lucem Tuam da nobis Deus" (Licht dat ieders deel moge zijn, ook geestelijk.). Daarboven is een Nederlandse stad te zien die in brand staat.
Het tafereel aan de rechter zijkant van de man verwijst naar de slag om de Grebbeberg (1940) en evacuatie van de Wageningers per rijnaken. Aan de andere zijde zijn symbolen te zien die verwijzen naar de Jodenvervolging (met de gele Jodenster) en de strijd in Nederlands-Indië (met de brug over de rivier de Kwai). Boven zijn hoofd is een erebegraafplaats te zien waarbij een groot kruis is geplaatst met de Latijnse tekst "Pro amices mortui, amices vivimus" (Wij leven door in de harten van de vrienden voor wie wij stierven). Deze tekst is ook aangebracht op het monument op de Groesbeek Canadian War Cemetery. Daarboven een regenboog met centraal de vredesduif. Aan weerszijden van de duif zijn wapenschilden geplaatst, links het wapen van Wageningen en rechts het wapen van Batavia. Boven de duif het rijkswapen. In het bovenste deel van het raam zijn van links naar rechts de kerktorens te zien van Oosterbeek, Rhenen, Wageningen, Roermond, Rotterdam, Arnhem, Groningen, Middelburg, Wouw, Groesbeek en Nijmegen. Helemaal bovenin is een achtpuntige ster geplaatst.